# أركادي مجدال
اركادي مجدال (الروسية: Аркадий Бенедиктович Мигдал) (و. 1911 – 1991 م) هو فيزيائي، وكاتب غير روائي من الاتحاد السوفيتي . ولد في ليدا (مدينة).
وكان عضواً في الأكاديمية الروسية للعلوم .
توفي في برينستون ، عن عمر يناهز 80 عاماً.

## التعليم
تعلم في كلية الفيزياء بجامعة سانت بطرسبورغ الحكومية

## جوائز
حصل على جوائز منها:
- وسام لينين
- وسام ثورة أكتوبر
- وسام الراية الحمراء من حزب العمال.